# الخانات الايرانية
الخانات الإيرانية عبارة عن 54 خان إيراني تقع في 24 محافظة إيرانية تعود لحقب تاريخية مختلفة من العصر الساساني حتى نهاية الفترة القاجارية تم ادراجها على قائمة مواقع التراث العالمي في 17 سبتمبر 2023 خلال الدورة 45 للجنة التراث العالمي لليونسكو في الرياض ..
وهذه الخانات هي :
دير جيشين (قم)، نوشيرفان (أصفهان)، باراند أو الحصن الحجري (طهران)، رباط شرف (خراسان رضوي)، سنجي أنجيريه (يزد)، جمال آباد (أذربيجان الشرقية)، عباس آباد طيبباد (خراسان رضوي)، خان فخر داود (خراسان رضوي). )) ، الشيخ علي خان (أصفهان)، خان منجاب (أصفهان)، خان أمين أباد (أصفهان)، جبر آباد (كاشان)، خان مهيار (أصفهان)، غاز (أصفهان)، كوهباييه (أصفهان)، خان مزينان (خراسان رضوي)، خان إيزدخواست (فرس). فخر آباد (خراسان رضوي)، سرايان (جنوب خراسان)، قصر بهرام (سمنان)، أهوفان (سمنان)، خان ميامي (سمنان)، عباس آباد (سمنان)، خان مياندشت (سمنان)، رباط زين الدين (يزد)، خان ميبد (يزد)، فرسفج (همدان)، خان خواجة نظر (أذربيجان الشرقية)، دهدشت (كهكيلويه وبوير أحمد)، بيستون (كرمنشاه)، غانج علي خان (كرمان)، غويجي بيل (أذربيجان الشرقية)، خوي (أذربيجان الغربية)، ساين ( أردبيل)، تي تي (جيلان)، باغ شيخ (مركزي)، خان زعفرانية (خراسان رضوي)، رباط مهر (خراسان رضوي)، ينجه إمام (البرز)، رباط بستك (هرمزكان)، بورازجان (بوشهر)، خارنق (يزد)، أجوري أنجيره ( يزد)، أفضل (خوزستان)، نيستانك (أصفهان)، خان تشاه كوران (كرمان)، شامشك (لورستان)، رشتي (يزد)، تاج آباد (همدان)، ده محمد (جنوب خراسان)، خان الخان (جنوب خراسان)، شيهيل باياه (جنوب خراسان)، خان سعد السلطنة (قزوين)، ورباط قيلي (شمال خراسان).